# Marsippospermum philippii
Marsippospermum philippii là một loài thực vật có hoa trong họ Juncaceae. Loài này được (Buchenau) Hauman mô tả khoa học đầu tiên năm 1915.